# Arenaria ladyginii
Arenaria ladyginii là loài thực vật có hoa thuộc họ Cẩm chướng. Loài này được Kozhevn. mô tả khoa học đầu tiên năm 1984.